# اوون چرچیل
اوون چرچیل (انگلیسی: Owen Churchill; ۸ مارس ۱۸۹۶ – ۲۲ نوامبر ۱۹۸۵) قایقران قایق بادبانی اهل ایالات متحده آمریکا بود.